# Distretto di Andahuaylas
Il distretto di Andahuaylas è un distretto del Perù nella provincia di Andahuaylas (regione di Apurímac) con 37.260 abitanti al censimento 2007 dei quali 27.157 urbani e 10.103 rurali.
È stato istituito fin dall'indipendenza del Perù.